# Denticnema striatula
Denticnema striatula är en skalbaggsart som beskrevs av Schein 1959. Denticnema striatula ingår i släktet Denticnema och familjen Melolonthidae. Inga underarter finns listade i Catalogue of Life.